# Mevo'ot Jam
Mevo'ot Jam (hebrejsky מְבוֹאוֹת יָם, doslova ,„Přístupy k moři“, v oficiálním přepisu do angličtiny Mevo'ot Yam) je mládežnická vesnice a obec v Izraeli, v Centrálním distriktu, v Oblastní radě Emek Chefer.

## Geografie
Leží v nadmořské výšce 4 metry v hustě osídlené a zemědělsky intenzivně využívané pobřežní nížině respektive Šaronské planině. Vesnice je součástí zastavěného území obce Michmoret. Jižně odtud ústí do moře tok Nachal Alexander.
Obec se nachází na břehu Středozemního moře, cca 37 kilometrů severoseverovýchodně od centra Tel Avivu, cca 46 kilometrů jihojihozápadně od centra Haify a 5 kilometrů jihozápadně od města Chadera. Mevo'ot Jam obývají Židé, přičemž osídlení v tomto regionu je etnicky převážně židovské.
Mevo'ot Jam je na dopravní síť napojen pomocí pobřežní dálnice číslo 2.

## Dějiny
Mevo'ot Jam byl založen v roce 1954 Podle jiného zdroje došlo k založení již roku 1951. Pojmenován je podle biblického citátu z Knihy Ezechiel 27,3:„Ty, který trůníš nad přístupy k moři...“
Jde o vzdělávací komplex spojený s internátní školou. Nabízí výuku v oblasti rybářství a řízení lodí. Dále se zde vyučuje ekologie. Mnozí absolventi školy pak nastoupili do izraelského vojenského námořnictva i do komerční lodní dopravy.

## Demografie
Podle údajů z roku 2014 tvořili naprostou většinu obyvatel v Mevo'ot Jam Židé (včetně statistické kategorie "ostatní", která zahrnuje nearabské obyvatele židovského původu ale bez formální příslušnosti k židovskému náboženství).
Jde o menší sídlo vesnického typu s dlouhodobě stagnující populací. K 31. prosinci 2014 zde žilo 479 lidí. Během roku 2014 populace stoupla o 4,8 %.
| rok            | 1995 | 2001 | 2003 | 2004 | 2005 | 2006 | 2007 | 2008 | 2009 | 2010 | 2011 | 2012 | 2013 | 2014 |
| -------------- | ---- | ---- | ---- | ---- | ---- | ---- | ---- | ---- | ---- | ---- | ---- | ---- | ---- | ---- |
| Počet obyvatel | 605  | 612  | 617  | 619  | 629  | 634  | 639  | 638  | 465  | 429  | 474  | 455  | 457  | 479  |